# Francisco Javier Parcerisa
Francisco Javier Parcerisa Boada (Barcelona, 1803-Gracia, 27 de marzo de 1876) fue un dibujante, pintor y litógrafo romántico español.

## Biografía

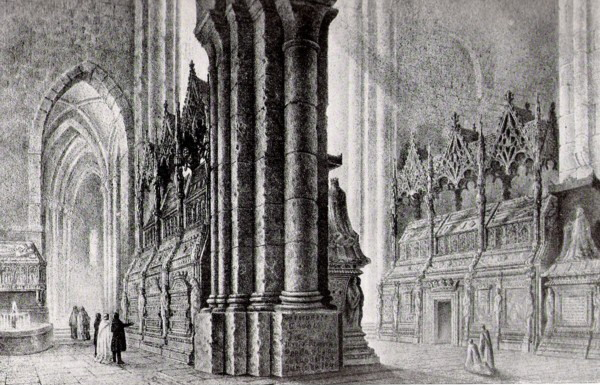
Sepulcros reales de Poblet, en Recuerdos y bellezas de España: Principado de Cataluña (1839).

Nació en Barcelona en 1803. Aunque asistió a las aulas de la Junta de Comercio de Barcelona, fue un autor de formación autodidacta que se especializó en las litografías. Realizó un inventario de los principales monumentos de Cataluña. Fue miembro de la "Comisión real de Monumentos Históricos y Artísticos" y de la Real Academia Catalana de Bellas Artes de San Jorge de Barcelona.

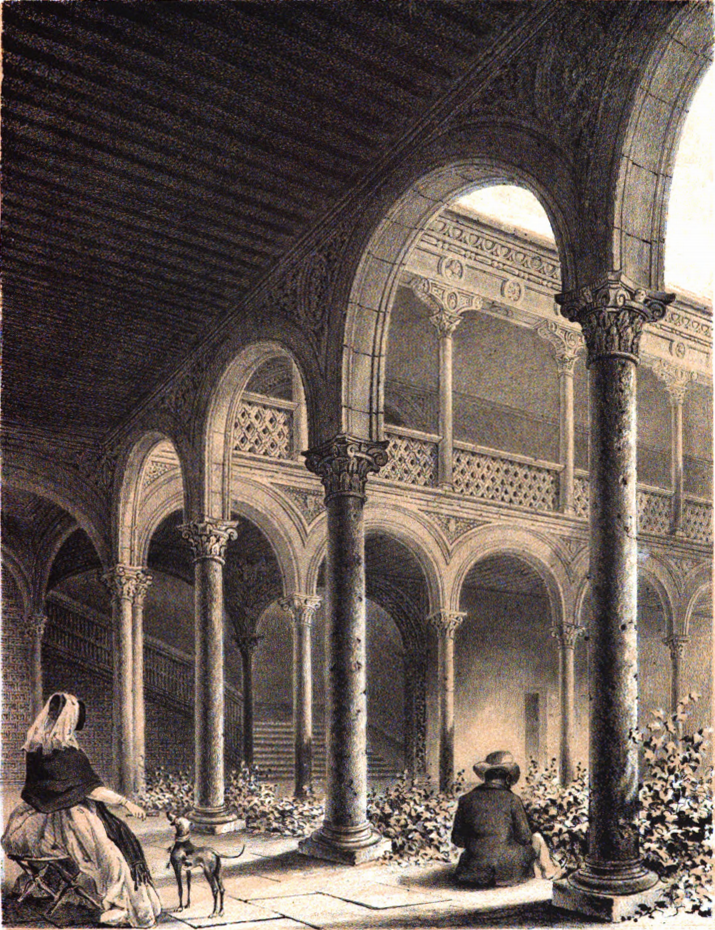
Patio de Fonseca del Palacio arzobispal de Alcalá de Henares (Recuerdos y bellezas de España: Castilla la Nueva; 1853).

Una de sus máximas fue la de conseguir compendiar en una obra todos los monumentos de España. La obra, Recuerdos y bellezas de España —que comenzó en 1838 y terminaría en 1872— estaba dividida en once volúmenes,  cada uno de ellos dedicado a una zona del país. Parcerisa fue el encargado de las reproducciones litográficas. Las imágenes de los monumentos contaban con una descripción crítica y detallada de los mismos. Estas descripciones fueron elaboradas por cuatro autores: Francisco Pi y Margall que se encargó del tomo dedicado a Granada, P. Piferrer, encargado de los dos volúmenes de Cataluña, Pedro de Madrazo que realizó los tomos correspondientes a Córdoba, Cádiz y Sevilla, y J. M. Quadrado que se encargó del resto de la obra. 
El primer volumen, dedicado a Cataluña, apareció en 1839. Se entregaba de forma quincenal y contaba con numerosos suscriptores entre los personajes más destacados del país. La obra final contó con 588 litografías, dibujadas casi todas al natural, con un punto de vista muy original y una libertad total en cuanto al tratamiento de la luz. Una serie de problemas ocasionados por la propia magnitud de la obra hicieron que la dejara inacabada aunque, nueve años después de la muerte de Parcerisa, el texto se terminó de completar. Parcerisa fue premiado por esta obra y se le nombró miembro de la Academia de San Fernando. Recuerdos y bellezas de España se convirtió en un referente, tanto por sus elaboradas litografías como por las detalladas descripciones de las obras.
A la edad de cincuenta años, Francisco Parcerisa dejó a un lado las litografías y empezó a dedicarse a la pintura. Destacan los cuadros descriptivos del interior de algunas catedrales que le valieron a su autor diferentes medallas artísticas. Algunas de sus obras se exponen en diversos museos de Madrid y Barcelona. En el Museo del Prado se encuentra un óleo de la catedral de Burgos. También se pueden admirar obras de Parcerisa en el alcázar de Sevilla.

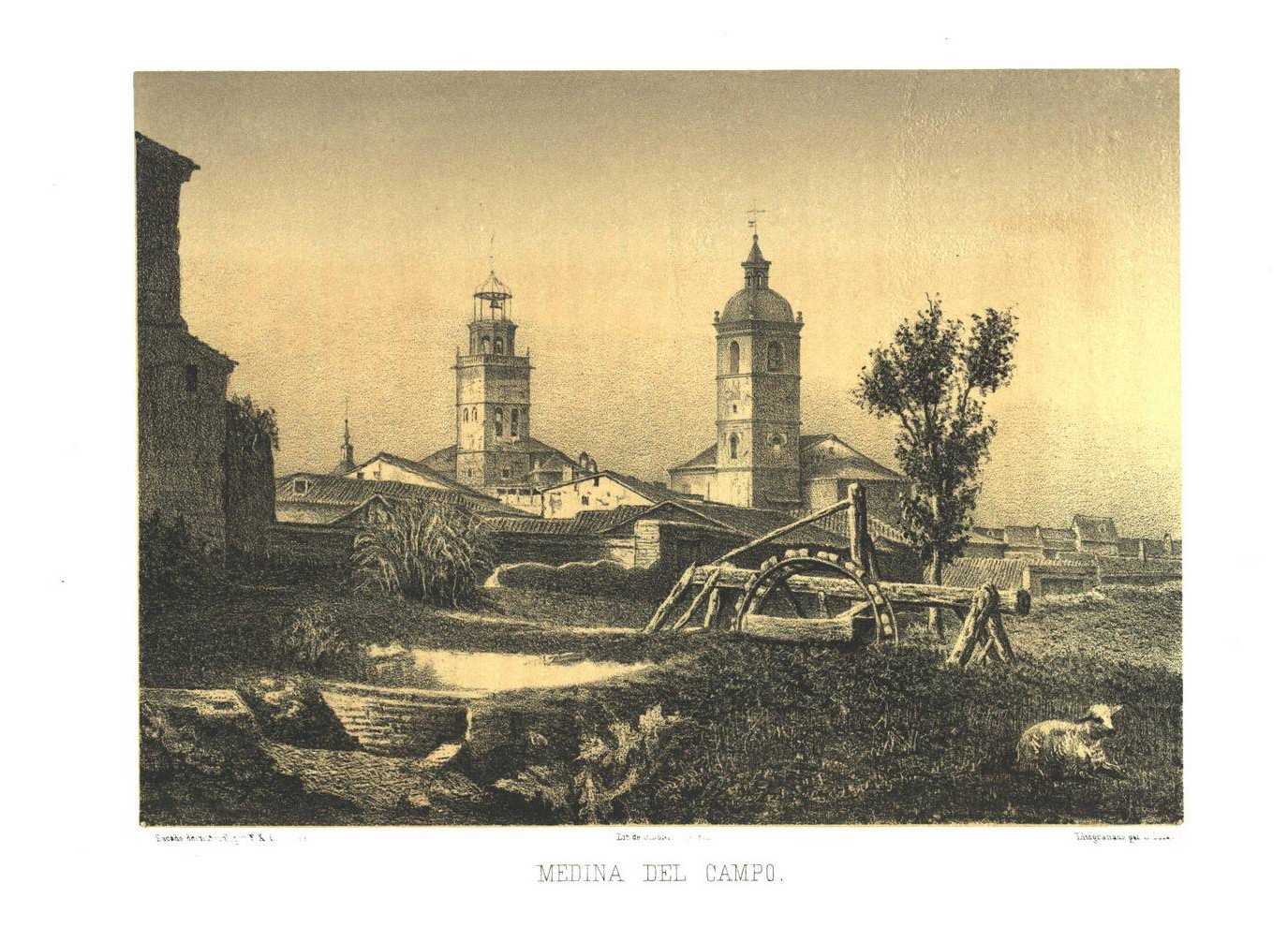
Medina del Campo, 1861 (provincia de Valladolid)

Parcerisa murió el 27 de marzo de 1876 en Gracia. Tuvo un hijo llamado José Parcerisa, nacido en 1840, que también se dedicó a la pintura y la litografía.